# 山本さくら (競輪選手)
山本 さくら（やまもと さくら、2001年〈平成13年〉6月14日 - ）は、愛知県出身の女子競輪選手。日本競輪選手会愛知支部所属、ホームバンクは豊橋競輪場。日本競輪選手養成所第120期生。師匠は佐藤亙（85期）。

## 経歴
幼少期よりテコンドーに打ち込み、全日本ジュニア選手権では6度の優勝、2018年全日本テコンドー選手権2位の実績を残した。テコンドーを辞めたとき、父親にガールズケイリンを勧められて興味を持ち、競輪選手を志したという。
2020年（令和2年）1月16日、日本競輪選手養成所第120回技能試験に合格。養成所競走成績は14位（1勝）。卒業記念レースは7着。
2021年（令和3年）5月8日、名古屋競輪場での「競輪ルーキーシリーズ」でデビューし2着。初勝利は翌5月9日。11月21日、富山FIIで逃げ切り初優勝。